# Piliocolobus foai
Procolobus foai là một loài động vật có vú trong họ Cercopithecidae, bộ Linh trưởng. Loài này được de Pousargues mô tả năm 1899.

## Hình ảnh

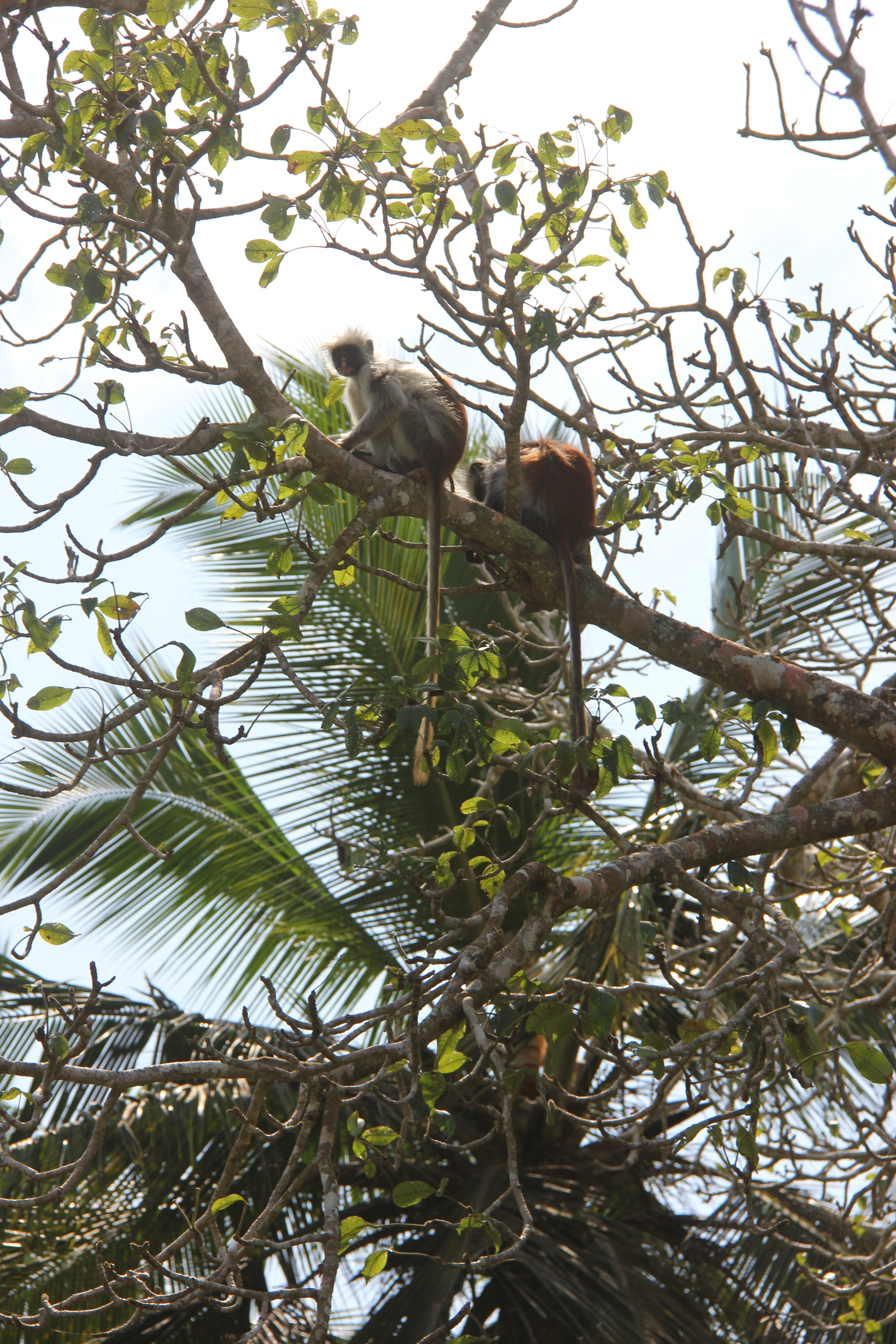
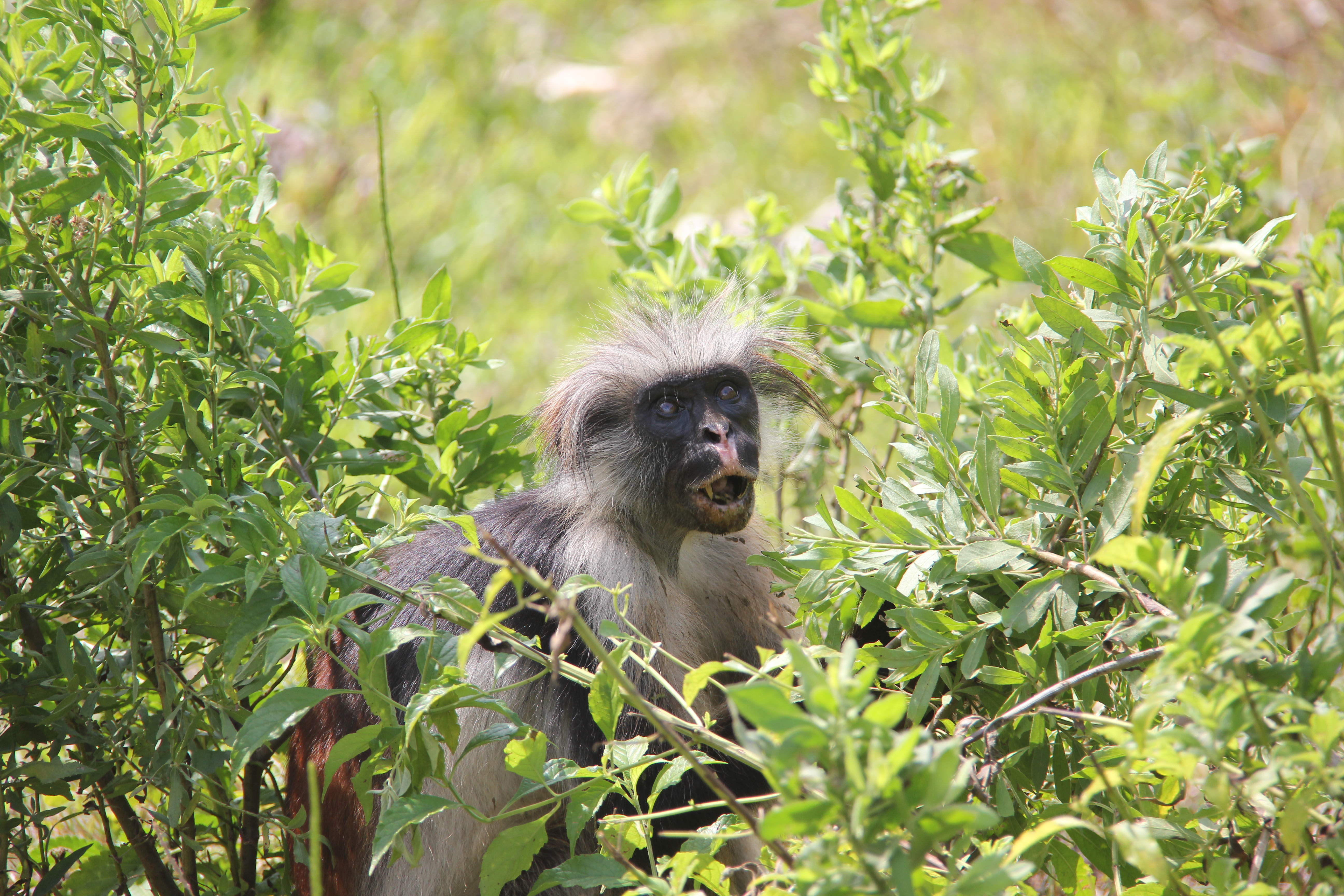
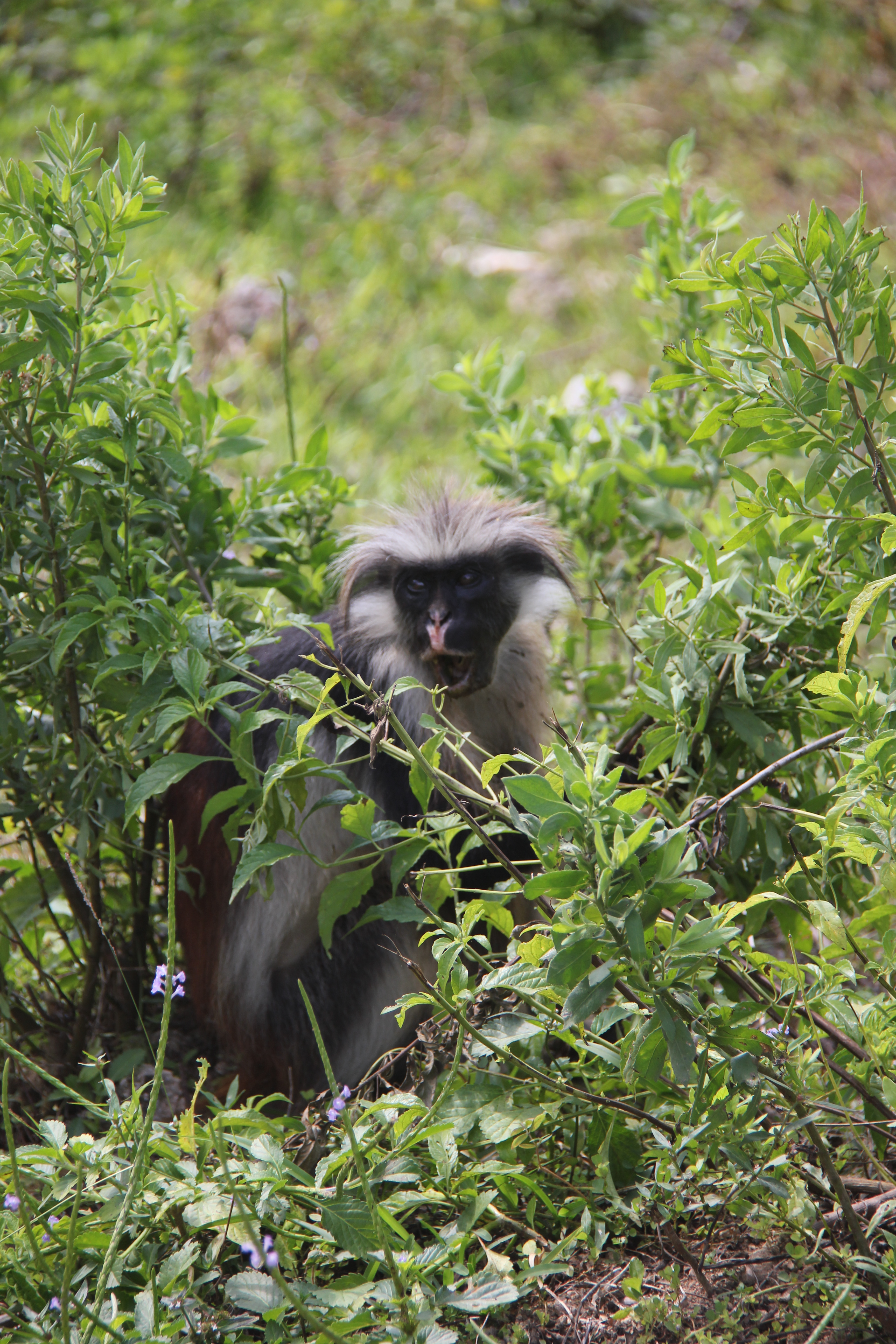
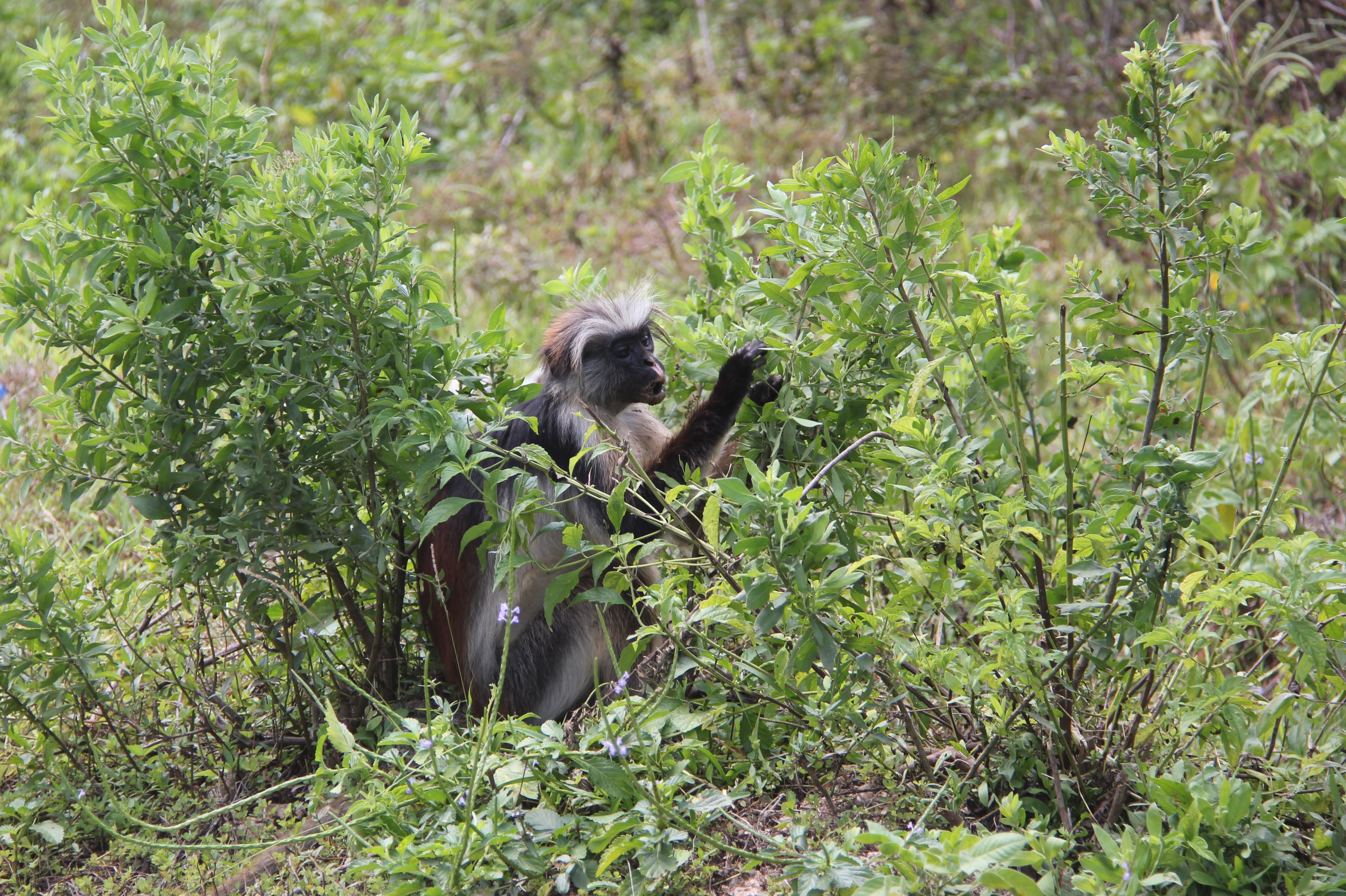